# Бистре (Ніжанський повіт)
Бистре (пол. Bystre) — село в Польщі, у гміні Крешів Ніжанського повіту Підкарпатського воєводства. Населення — 563 особи (2011).

## Історія
За даними етнографічної експедиції 1869—1870 років під керівництвом Павла Чубинського, у селі здебільшого проживали греко-католики, усе населення розмовляло українською мовою.
У 1921 році село входило до складу гміни Крешів Білґорайського повіту Люблінського воєводства Польської Республіки.
У 1975—1998 роках село належало до Тарнобжезького воєводства.

## Демографія
За даними перепису населення Польщі 1921 року в селі налічувалося 130 будинків та 709 мешканців, з них:
- 358 чоловіків та 351 жінка;
- 480 православних, 229 римо-католиків;
- 349 українців, 360 поляків.

Демографічна структура станом на 31 березня 2011 року:
|          | Загалом | Допрацездатний вік | Працездатний вік | Постпрацездатний вік |
| -------- | ------- | ------------------ | ---------------- | -------------------- |
| Чоловіки | 283     | 62                 | 179              | 42                   |
| Жінки    | 280     | 50                 | 148              | 82                   |
| Разом    | 563     | 112                | 327              | 124                  |